# Sakuho
Sakuho (佐久穂町?) è una cittadina giapponese della prefettura di Nagano.